# Интурист
ВАО «Интури́ст» — старейшая советская и российская туристическая компания. Полное наименование — Открытое акционерное общество «Внешнеэкономическое акционерное общество по туризму и инвестициям „Интурист“». Штаб-квартира расположена в Москве.

## История

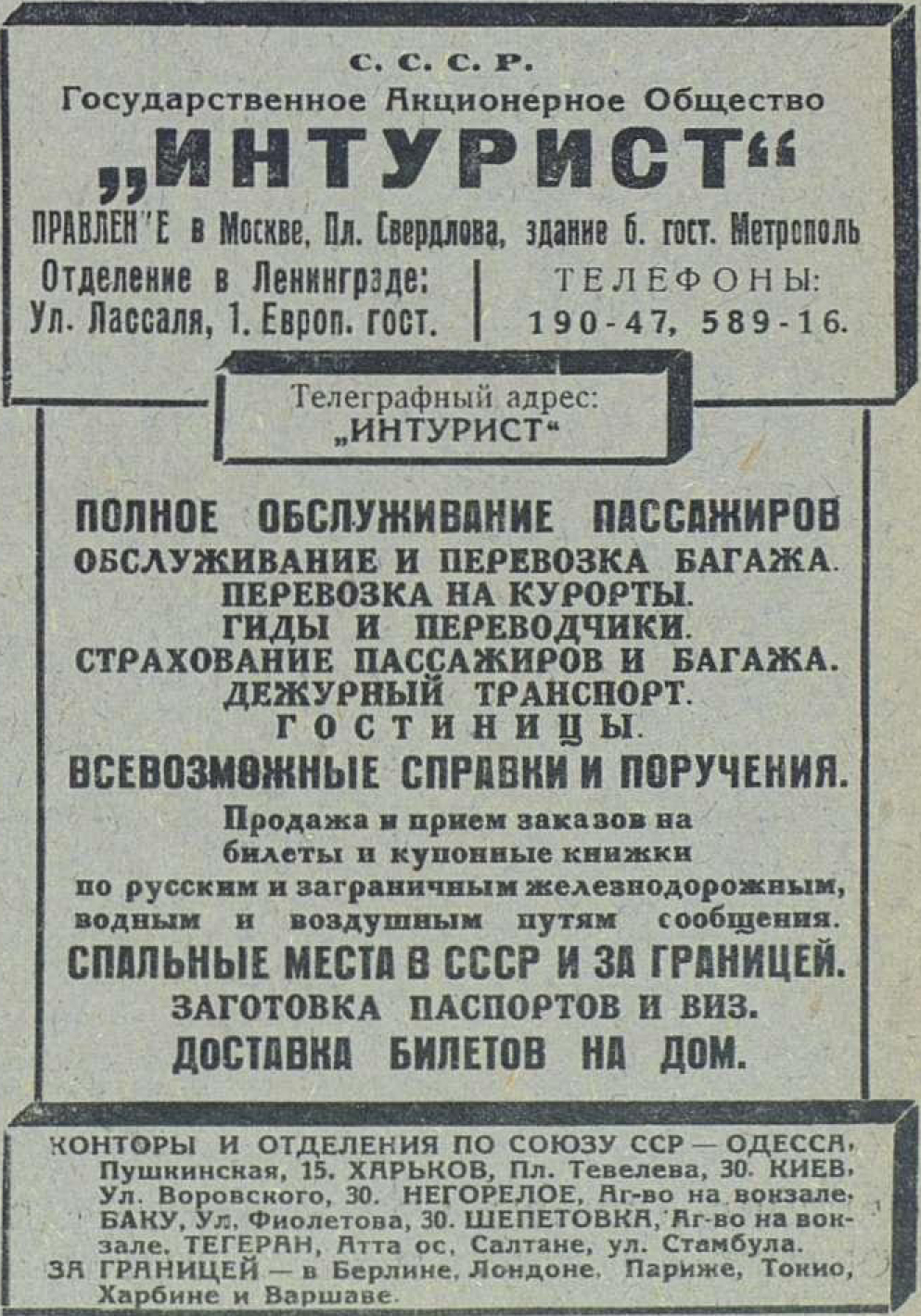
Реклама ГАО «Интурист»,
1930 год.

Компания была основана 12 апреля 1929 года. Государственное акционерное общество (ГАО) по иностранному туризму в СССР «Интурист» первоначально не располагало собственной материальной базой.

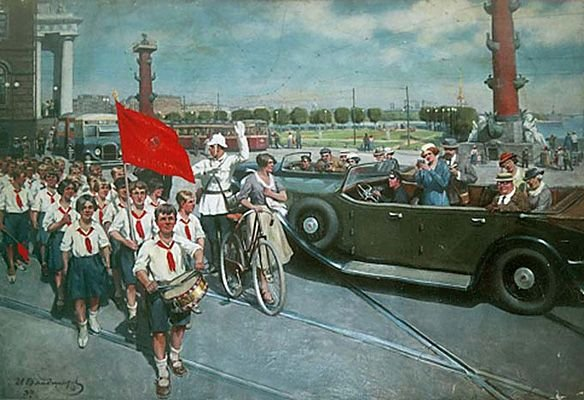
Иностранных туристов возят по Ленинграду, 1937 год. Картина Ивана Владимирова

Для развития туризма в 1933 году государственное акционерное общество по иностранному туризму в СССР «Интурист» было объединено со Всесоюзным акционерным обществом «Отель» и получило в своё распоряжение сети гостиниц, ресторанов и автотранспорт. Уставный капитал общества составлял в этот период 35 млн. руб.
Растущая с каждым годом материальная база «Интуриста» вызвала необходимость строительства в Москве отдельного гаража для автотранспорта всесоюзного общества. В 1934 году по проекту архитектора Константина Мельникова в соавторстве с архитектором В. И. Курочкиным для автомобилей «Интуриста» на Сущёвском валу был построен гараж, в настоящее время известный как гараж Интуриста.
«Интурист» располагал 27 гостиницами (2 778 номеров) и 26 ресторанами. Автотранспорт насчитывал 334 машины, 85% которых — отечественного производства. Если оборот всех предприятий «Интуриста» составил в 1932-м году — 48 млн. руб, то в 1938-м году — 98 млн. руб.
Штат «Интуриста» в 1930-е годы быстро рос. В 1932 году в «Интуристе» работали 1222 человека, а в 1934—1936 годах уже более 7 тыс. человек. При этом в предвоенном СССР число принятых зарубежных туристов было небольшим. Одним из наиболее значимых событий в самом начале деятельности компании стала организация поездок делегаций крупных иностранных деятелей (публицистов, политиков, бизнесменов и др.) при участии Бернарда Шоу в 1931 году .
В 1936 году в СССР было принято 13437 иностранных гостей (по другим данным 20400), что было максимальным годовым показателем для предвоенного периода. 
Акционерное общество "интуризм" находилось под прямым государственным контролем уже в второй половине 1930 - х годов, по версии МВД России Общество была передана совершенно секретно в ведение НКВД ещё в 1937 году , но официальное постановления "Политбюро ЦК ВПК(Б)" датируется 1939 года 10 января но нужно заметить что там оно передается не НКВД а "Наркомата внешней торговли", но передано оно под НКВД не раньше 1939 года что можно понять по спецсообщени. Л.П. Берии И.В. Сталину.
до начала Великой Отечественной войны в Советском Союзе побывало около 129 тыс. туристов из-за рубежа. В 1956 г. количество иностранных гостей СССР составило почти 500 тыс. чел., в 1965 г. — 1,3 млн чел., в 1975 г., — 3,7 млн чел., а в 1980 г. — 5,0 млн чел. 

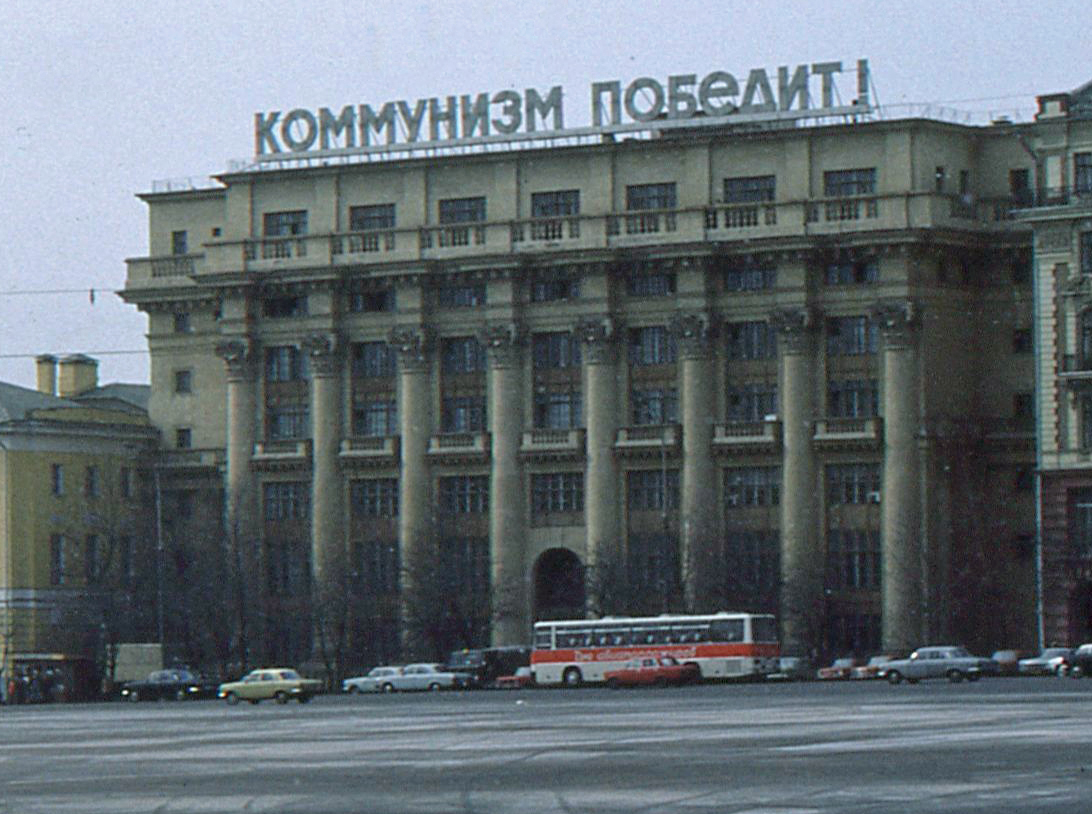
Главное здание ВАО «Интурист». Москва, проспект Маркса, дом 16. 1984 год

Всего в 1956—1985 гг. в СССР побывало более 70 млн человек из 162 стран всех континентов.
Выездной туризм также развивался быстрыми темпами: если в 1955 г. за границу выехало всего 2,5 тыс. советских туристов, то в 1970 г. их численность составила 1,8 млн человек, а в 1991 г. — 10,8 млн.
К 1990 году «Интурист» сформировался как самостоятельная отрасль экономики страны. Он располагал 107 туристическим предприятием на 54 тысячи мест. В этот год было принято более 2 млн иностранных туристов, доходы от туризма составили 700 млн. долл. США. В июле 1990 года проведена реорганизация компании. Контрольный пакет акций приобрела АФК Система. Компания была переименована во Внешнеэкономическое акционерное общество по туризму и инвестициям «Интурист». Крупными владельцами ВАО «Интурист» также являлись Правительство Москвы и ГАО «Москва», которое занималось развитием туристического потенциала столицы.
В марте 2006 компания приобрела большую часть 20-процентного пакета акций гостиницы «Космос», выставленного на спецаукцион по инициативе департамента имущества Москвы. Компания сразу же стала мажоритарным акционером гостиницы, владея около 64 % акций отеля.

## Собственники и руководство
Собственники компании на 31 декабря 2008 года — АФК «Система» (66,2 %), Банк Москвы (25 %, номинальный держатель), ОАО «ГАО „Москва“» (8,8 %).
В ноябре 2010 года было объявлено о создании совместного предприятия между «Интуристом» и известной британской туристической компанией Thomas Cook. Российская компания внесёт в СП свой туроператорский бизнес и бизнес по продажам, а британская — $45 млн. Также Thomas Cook получила опцион на выкуп доли «Интуриста» в СП в течение пяти лет. В ноябре 2019 года, основатель турецкой «Anex Tourism» Нешет Кочкар заявил местному изданию TurizmGuncel о покупке российского туроператора «Интурист». Продажа компании, стала частью реализации активов Thomas Cook, объявившей 23 сентября 2019 года о банкротстве и начале её принудительной ликвидации. Нешет Кочкар в июле 2019 стал акционером Thomas Cook — за несколько дней он скупил на рынке 8,1% британского холдинга, потратив на это, около £6 млн, став вторым по величине акционером компании. Новый владелец «Интуриста» планирует вывести компанию на IPO. В 2020 году регулятором был одобрен переход "Интуриста" под управление новым профильным инвестором.
В 2019 году владелец туроператора Anex Tour Нешет Кочкар приобрел российского туроператора «Интурист» у компаниии Thomas Cook.
Генеральный директор ООО "Туроператор ИНТУРИСТ" - Виктор Тополкараев. Исполнительный директор - Алексей Липатов.

## Деятельность

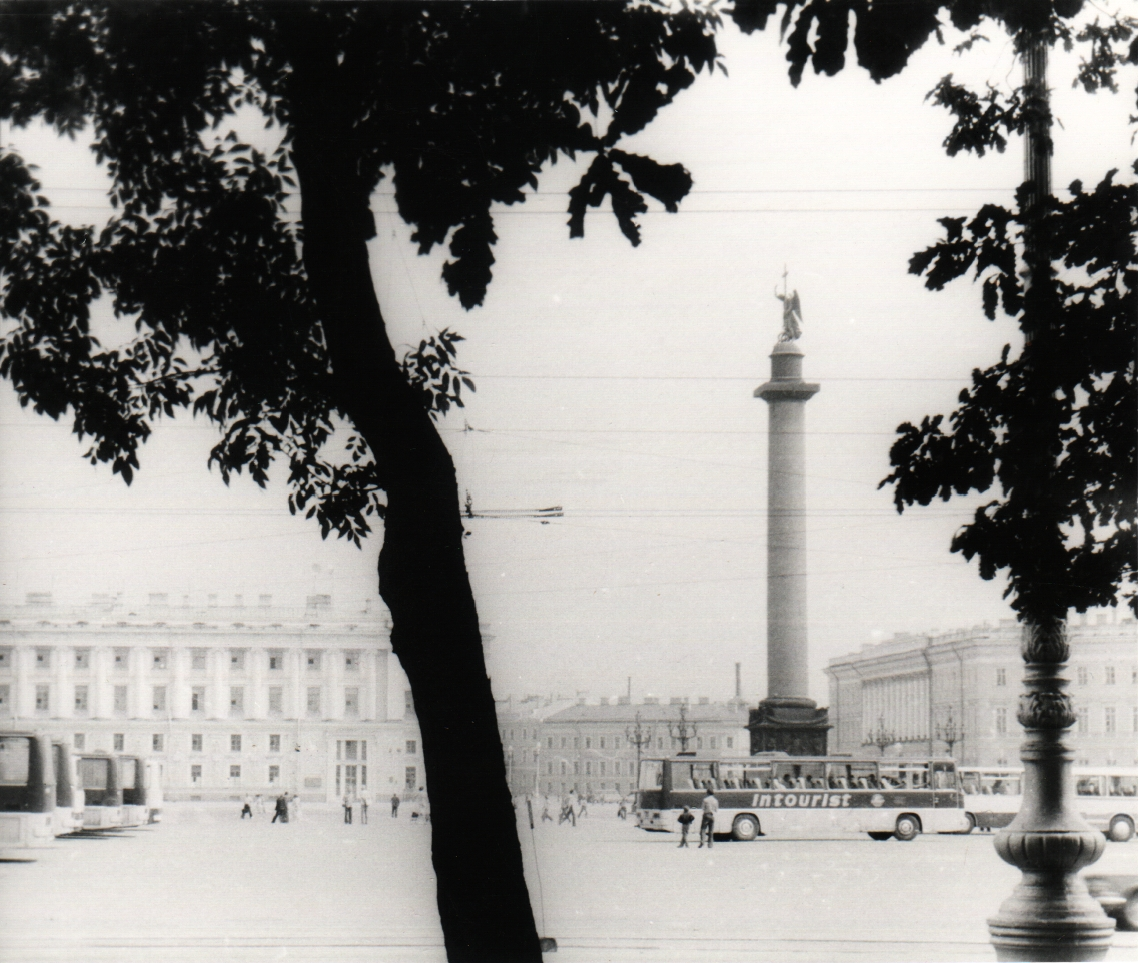
Автобусы «Интуриста» на Дворцовой площади, Ленинград, 1980

Компания занимает около 10 % на рынке въездного туризма, обслуживая более 400 тыс. туристов в год. В её структуру входит 46 дочерних региональных компаний.
ВАО Интурист — член ведущих международных организаций:
- UNWTO (Всемирная туристическая организация),
- PATA (Туристическая ассоциация стран Азии и Тихого океана),
- ASTA (Американская ассоциация туристических агентств),
- ICCA (Международная ассоциация конгрессов и конференций),
- JATA,
- IATA (Международная ассоциация воздушного транспорта),
- UFTAA/FUAAV (Всемирная федерация ассоциаций туристических агентств),
- COTAL (Конференция организаций по туризму Латинской Америки),
- AIT,

и российских организаций:
- РСТ (Российский союз туриндустрии),
- РГА (Российская гостиничная ассоциация),
- ТПП.

### Названия
- Государственное акционерное общество по иностранному туризму в СССР (ГАО «Интурист») Наркомата внешней и внутренней торговли СССР (1929—1933)
- Всесоюзное акционерное общество по иностранному туризму в СССР (ВАО «Интурист») Хозяйственного управления ЦИК СССР (1933—1939)
- Всесоюзное акционерное общество по иностранному туризму в СССР (ВАО «Интурист») Наркомата внешней торговли СССР (1939—1946)
- Всесоюзное акционерное общество по иностранному туризму в СССР (ВАО «Интурист») Министерства внешней торговли СССР (1946—1964)
- Управление по иностранному туризму при Совете Министров СССР (1964—1969)
- Главное управление по иностранному туризму (Главинтурист) при Совете Министров СССР (1969—1983)
- Государственный комитет по иностранному туризму (Госкоминтурист) СССР (1983 — апрель 1991)
- Совет по иностранному туризму при Кабинете министров СССР (апрель—ноябрь 1991)
- Всесоюзное акционерное общество (ВАО) «Интурист» (август 1989 — июль 1990)
- Внешнеэкономическое акционерное общество по туризму и инвестициям (ВАО) «Интурист» (июль 1990 — 2000)

### Структура
Группа компаний «Интурист» — вертикально-интегрированный туристический холдинг, представляющий собой управляющую компанию ВАО «Интурист» и 4 бизнес-дивизиона:
- туроперирование — «НТК Интурист»,
- гостиничный бизнес — «Интурист Отель Групп», ВАО «Интурист», Cosmos Hotel Group
- розничные продажи турпродукта — «Интурист Магазин Путешествий»,
- транспортные услуги — «Интурист Транспортные Услуги».

Компания присутствует в 80 регионах РФ. Компания сотрудничает с 7000 партнерами в 168 странах мира.
«Интурист» имеет дочерние туристические фирмы в США (Intourist USA Inc., 100 % куплены за $1 млн в 2008), в Польше (Intourist Polska), в Великобритании (Intourist Travel Ltd), Канаде (Intours Corp.) и Швеции (Fram-Resor AB).

### «НТК Интурист»
В 2007 году компания «Интурист» начала консолидацию туроператорских активов в рамках ОАО «Национальная Туристическая Компания Интурист» (дивизион — туроперирование). «НТК Интурист» объединила в себе ресурсы трех крупнейших туроператоров России: «Интуриста», «Скайвея» и «Ривьеры».
19 января 2008 ВАО «Интурист» приобрело 74 % «РоссТур» (Уральский регион). Первое время «РоссТур» будет работать под своим брендом, после чего плавно перейдет под бренд «Интурист».
Задача данного дивизиона — формирование туристических продуктов для рынков въездного, выездного и внутреннего туризма.
В качестве туроператора «НТК Интурист» предлагает прямое бронирование отелей, места на регулярных и чартерных рейсах, дополнительные самолеты на праздники, систему по приему туристов, своих представителей, а также гидов.

### «Интурист Отель Групп»
«Интурист отель групп» (Intourist Hotel Group) стала управляющей компанией, основанной в 2003 году в виде самостоятельного бизнес-направления туроператора ВАО «Интурист».
В 2011 в марте произошла реорганизация структуры управления путем слияния двух управляющих компаний ОАО ВАО «Интурист» и ОАО «Интурист Отель Групп». С 1 апреля 2011 года сотрудники ОАО «Интурист Отель Групп» перешли в штат головной компании холдинга ОАО ВАО «Интурист», продолжив осуществлять функции управления гостиничной сетью под брендом Intourist Hotel Group.

### Показатели деятельности
Выручка компании за 2007 год составила 568,7 млн руб. (за 2006 год — 690,1 млн руб.), чистая прибыль — 12,0 млн руб. (0,7 млн руб.).